# 37 피데스

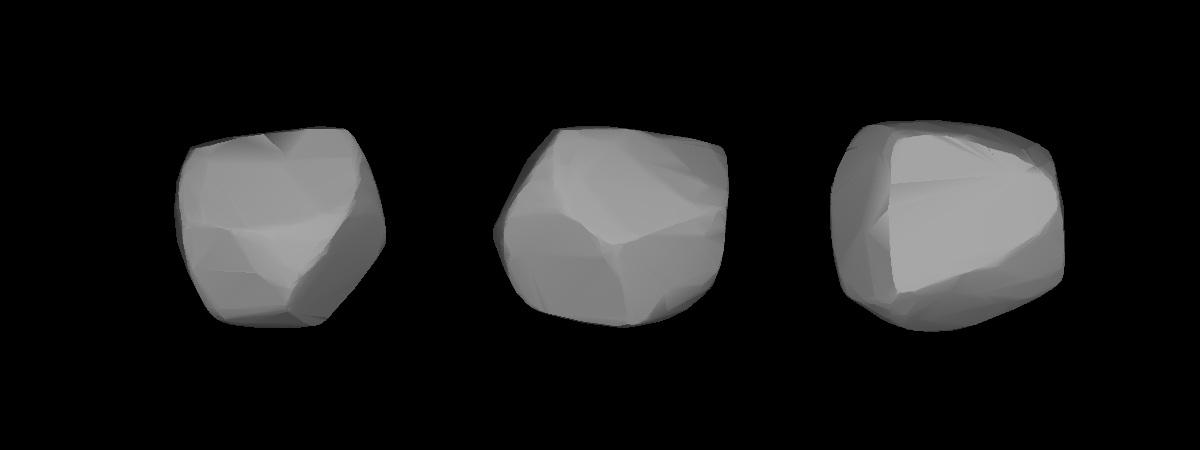
37 피데스의 3D 모델.

37 피데스(Fides) /ˈfaɪdiːz/ (소행성 명칭: 37 피데스)는 소행성대의 큰 소행성이다. 이 소행성은 1855년 10월 5일에 독일 천문학자 카를 테오도르 로버트 루터가 발견했으며, 로마 신화의 충성심의 여신인 피데스(Fides)의 이름을 따서 명명되었다. 37 피데스는 소행성대의 소행성 중 상징적 기호인 라틴 십자가 U+271D (✝)가 지정된 마지막 소행성이었다. 37 피데스는 또한 톨렌 분류 체계에 나온 분류법에 따르면 37 피데스는 S형 소행성이다. 지름은 108km이다.